# Цанко Живков
Цанко Живков е български писател (автор на разкази, драматург, мемоарист, биограф, есеист), журналист (главен редактор, кореспондент, очеркист), публицист, краевед и общественик.

## Биография
Завършва Пернишката гимназия или Минния техникум в Перник. Като гимназист членува в масовата патриотична организация „Бранник“, след Втората световна война считана за профашистка. Затова след войната е задържан, но избягва готвения разстрел без съд благодарение на намесата на кумеца му.
Работи в „Мини Перник“ от 1946 до 1950 г. Следва право в Софийския университет. Ръководи литературния кръжок към читалището в Перник.
В журналистиката започва като сътрудник във вестник „Рудничар” (докато е на работа в мините), след време става негов главен редактор. Оглавява културния отдел на водещия окръжен вестник „Димитровско знаме” в Перник, като едновременно е и кореспондент на „Литературен фронт”. Дълги години работи в национални вестници – в профсъюзния „Труд“ и в „Литературен фронт”. По-късно е на работа във фонд „13 века България”. Неговата дописка „Трябва ни дом на културата“ (1948) за в. „Рудничар”, препечатана в „Труд“, достига до председателя на Комитета за наука, изкуство и култура Вълко Червенков и в Перник е построен не дом, а дворец на културата.
Многократно дарява книги на обществени организации. Почетен гражданин е на Перник от 2014 г. Умира на 22 ноември 2023 г.

## Творчество
Още 15-годишен, публикува в ученическото списание „Младежко слово” първата си статия, която е посветена на „Мини Перник“.
Живков е плодовит писател, публицист и журналист. Пише по теми от редица области. Особено внимание обръща на родния си край и неговите хора, разказва за Паисий Хилендарски и родното му село Кралев дол в община Перник, както и за прочутата керамика в с. Бусинци в община Трън.

Публикува голям брой очерци, разкази, есета. Негови са фейлетонът „За имената“ и драмите „Пей, славею”, „Три нощи”, „Кракра”. Автор е на повече от 30 книги. Сред които са:
- „Мъже под земята”,
- „Пътища”,
- „Граовци”,
- „Край Струма. Прозата на цифрите и поезията на съзиданието” (1973),
- „Звезди” (1974),
- „Звезда на съгласието. Българин проектира ООН” (1994),
- „Промяната”,
- „Изгубеният век” (публицистика, 2001),
- „Аз съм Йоцо”,
- „Пернишки тетрадки. Спомени” (2004),
- „Бусинско възкресение” (2005),
- „Златоустият Григорий Петров” (2007),
- „Дивната бусинска керамика” (2009),
- „Драми” (2011),
- „Паисий и родният му край” (2012),
- „За теб, мили роде!” (2012),
- „Писаници: 70 години с перо в ръка” (2013),
- „За родното място на Паисий” (2016)